# Adobe Acrobat Reader DC
Adobe Acrobat Reader DC („DC“ für „Document Cloud“) (bis 2015 und Version 11 Adobe Reader, bis 2003 und Version 5 Acrobat Reader) ist ein Computerprogramm des Unternehmens Adobe zum Anzeigen von PDF-Dokumenten, also ein Dateibetrachter. Es ist Teil der Adobe-Acrobat-Produktfamilie.

## Verfügbarkeit
Adobe Acrobat Reader kann als Freeware kostenlos aus dem Internet heruntergeladen werden und wird von Softwareherstellern häufig zusammen mit der Dokumentation ihrer Programme geliefert.
Stand Februar 2021 werden 3 Hauptversionen des Readers, von Adobe zum Download bereitgestellt:
Acrobat Reader DC Continuous
Acrobat Reader 2020 (Classic-Version) (ab Windows 8)
Acrobat Reader 2017 (Classic-Version) (ab Windows 7)
Die Unterstützung für Linux/Unix ist ausgelaufen.
Zur Nutzung auf Smartphones und Tablets gibt es den Adobe Acrobat Reader als offizielle App für die Betriebssysteme Android, iOS, Windows Phone und Windows 10 Mobile.
Für den Adobe Reader 9, der insbesondere für Windows (ab Windows 2000), macOS (ab Mac OS X Tiger), Linux und Solaris verfügbar war, endete die offizielle Unterstützung am 26. Juni 2013. Der Download dieser und älterer Versionen wird nur noch über einen FTP-Server angeboten. Jedoch raten Linux-Distributoren wie OpenSUSE oder Red Hat wegen fehlender Sicherheitsupdates von einer weiteren Nutzung ab, obwohl es sich um die letzte auf Linux/Unix laufende Version handelte. Es gibt eine Reihe von Alternativen.

## Verwendung
Von der Version 5.1 bis zur Version 6 war das Programm in zwei Versionen erhältlich, einer kompakten Basisversion und einer erweiterten Version, die neben dem Anzeigen von Dokumenten auch Volltextsuche (mit beigefügtem Index auch von PDF-Dokumentensammlungen) und die Wiedergabe eingebetteter Multimediaobjekte unterstützt. Ab der Version 7 können auch dreidimensionale Grafikobjekte angezeigt werden. Bestimmte Funktionen stehen nur in Dokumenten zur Verfügung, die mit dem kostenpflichtigen Adobe Reader Extension Server freigeschaltet wurden.
Neben den Funktionen Anzeigen und Drucken von Dokumenten unterstützt der Adobe Reader auch das Ausfüllen von Formularen. Diese können ausgedruckt werden und, wenn der Verfasser des Dokuments dies freigeschaltet hat, auch gespeichert oder als E-Mail an eine vorgegebene Adresse geschickt werden. Die Funktionen Anmerken und Kommentieren müssen ab Adobe Reader X nicht mehr gesondert freigeschaltet werden.
Adobe Reader kann keine PDF-Dokumente erzeugen. Hintergründe zur Erstellung und Bearbeitung von PDF-Dokumenten siehe im Artikel Portable Document Format, dazu geeignete Software im Artikel Liste von PDF-Software.
Die PDF-Version ist nicht gleichbedeutend mit der Version von Adobe Reader. Beispielsweise benötigt das als ISO 32000-1:2008 veröffentlichte PDF 1.7 den Reader 8 oder höher (Merkhilfe 1+7=8).

## Bedeutung
Mit der kostenlosen Verfügbarkeit des Adobe Readers fand das Portable-Document-Format Verbreitung.
Durch die Offenlegung des Portable-Document-Formats, dessen ausführlicher Dokumentation und der Normierung durch die ISO existieren heute auch viele andere PDF-Betrachter, so dass der Adobe Reader nicht mehr zwingend erforderlich ist. Dennoch bleibt die Popularität des Adobe Reader groß, auch weil von Adobe eingeführte nicht standardisierte PDF-Erweiterungen wie das 3D-PDF nur von Adobe Reader unterstützt werden.

## Kritik
In die Kritik geraten ist der Acrobat Reader in den letzten Jahren durch verschiedene Sicherheitslücken. Unter anderem war die Unterstützung von JavaScript fehlerbehaftet. Auch wird der enorme Ressourcenbedarf kritisiert, unter anderem durch die Vielzahl von in der Praxis selten verwendeten Plug-ins.

## Datendiebstahl
Unbekannte Täter haben einer Mitteilung von Adobe vom 3. Oktober 2013 zufolge den Sourcecode von Adobe Acrobat, Adobe ColdFusion und möglicherweise auch von anderen Programmen gestohlen. Außerdem wurden Kreditkartendaten von 2,9 Mio. Kunden entwendet.

## Versionsgeschichte
Vor der Aufspaltung des Adobe Acrobat Readers in den Continuous Track und den Classic Track sind die folgenden Versionen erschienen. Schon 2003 hatte es mit Einführung der sechsten Generation einen Namenswechsel von Acrobat Reader zu Adobe Reader gegeben:
| Versionsname     | Erscheinungsdatum | Supportende |
| ---------------- | ----------------- | ----------- |
| Acrobat Reader 1 | 1993              |             |
| Acrobat Reader 2 | 1994              |             |
| Acrobat Reader 3 | 1996              |             |
| Acrobat Reader 4 | 1999              |             |
| Acrobat Reader 5 | 2001              |             |
| Adobe Reader 6   | 2003              |             |
| Adobe Reader 7   | 28.12.2004        | 28.12.2009  |
| Adobe Reader 8   | 03.11.2006        | 03.11.2011  |
| Adobe Reader 9   | 23.06.2008        | 26.06.2013  |
| Adobe Reader X   | 18.11.2010        | 18.11.2015  |
| Adobe Reader XI  | 15.10.2012        | 15.10.2017  |

Mit Einführung der zwölften Generation wich Adobe vom gewohnten Schema der Nummerierung ab, um mit der Bezeichnung „DC“ und seiner Vermarktung als Bestandteil des neuen Namens Adobe Acrobat Reader DC besonders auf die Einführung der sogenannten „Document Cloud“ hinzuweisen.
Mit der Einführung von Adobe Acrobat Reader DC 2015 wurden zwei Updatepfade, Continuous track und Classic track, eröffnet. Im Continuous track stellt Adobe die jeweils aktuelle Basis und das aktuelle Update bereit, im Classic track werden mehrere Basisversionen und aktuelle Updates dafür bereitgehalten.
Die folgende Tabelle zeigt alle bisher erschienenen Versionen des Adobe Acrobat Readers des Classic Tracks. Zu der Adobe Acrobat-Version 2024 ist bislang keine entsprechende Version des Readers im Classic-Track erschienen.
| Adobe Acrobat Reader DC (Version 2015)                                                         | 07.04.2015 | 07.07.2020 | 07.07.2020 |
| Adobe Acrobat Reader 2017                                                                      | 06.06.2017 | 09.08.2022 | 09.08.2022 |
| Adobe Acrobat Reader 2020                                                                      | 01.06.2020 | 30.11.2025 | 30.11.2025 |
| Legende:Ältere Version; nicht mehr unterstütztÄltere Version; noch unterstütztAktuelle Version |            |            |            |

## Alternativen zu Adobe Reader
Alternativen zum Adobe Reader sind beispielsweise die ebenfalls kostenfreien Programme Ghostscript/Ghostview, der Foxit Reader, PDF-XChange Editor, STDU Viewer, Xpdf und Sumatra PDF. Eine weitere Alternative ist Evince, ein Dokumentenbetrachter der Linux-Arbeitsumgebung Gnome, der ab Version 2.28 auch für Windows erhältlich ist. Unter KDE wird standardmäßig der universelle Dateibetrachter Okular für die Anzeige von PDF-Dateien verwendet. Einige alternative Readerprogramme sind nicht vollständig mit PDF kompatibel. Beispielsweise lassen sich bei Foxit verschachtelte Dateien, also eine PDF-Datei, die in eine andere PDF-Datei eingebettet ist, nicht öffnen. Der Internet-Browser Google Chrome hat ab Version 8 einen PDF-Reader integriert und kann somit auch zum Betrachten von PDF-Dateien verwendet werden. Firefox bietet diese Möglichkeit ab Version 19.0 ebenfalls. Der mit Windows 10 eingeführte Browser Microsoft Edge beherrscht ebenfalls die Anzeige von PDF-Dokumenten und ist dazu im Betriebssystem standardmäßig voreingestellt.